# Dipsacus kangdingensis
Dipsacus kangdingensis là một loài thực vật có hoa trong họ Kim ngân. Loài này được Ai & X.F.Feng mô tả khoa học đầu tiên năm 1995.